# توچین، شهرستان پجکزنو
توچین، شهرستان پجکزنو (به لاتین: Tuszyn, Pajęczno County) یک منطقهٔ مسکونی در لهستان است که در Gmina Pajęczno واقع شده‌است.